# Prozess Rasse- und Siedlungshauptamt der SS

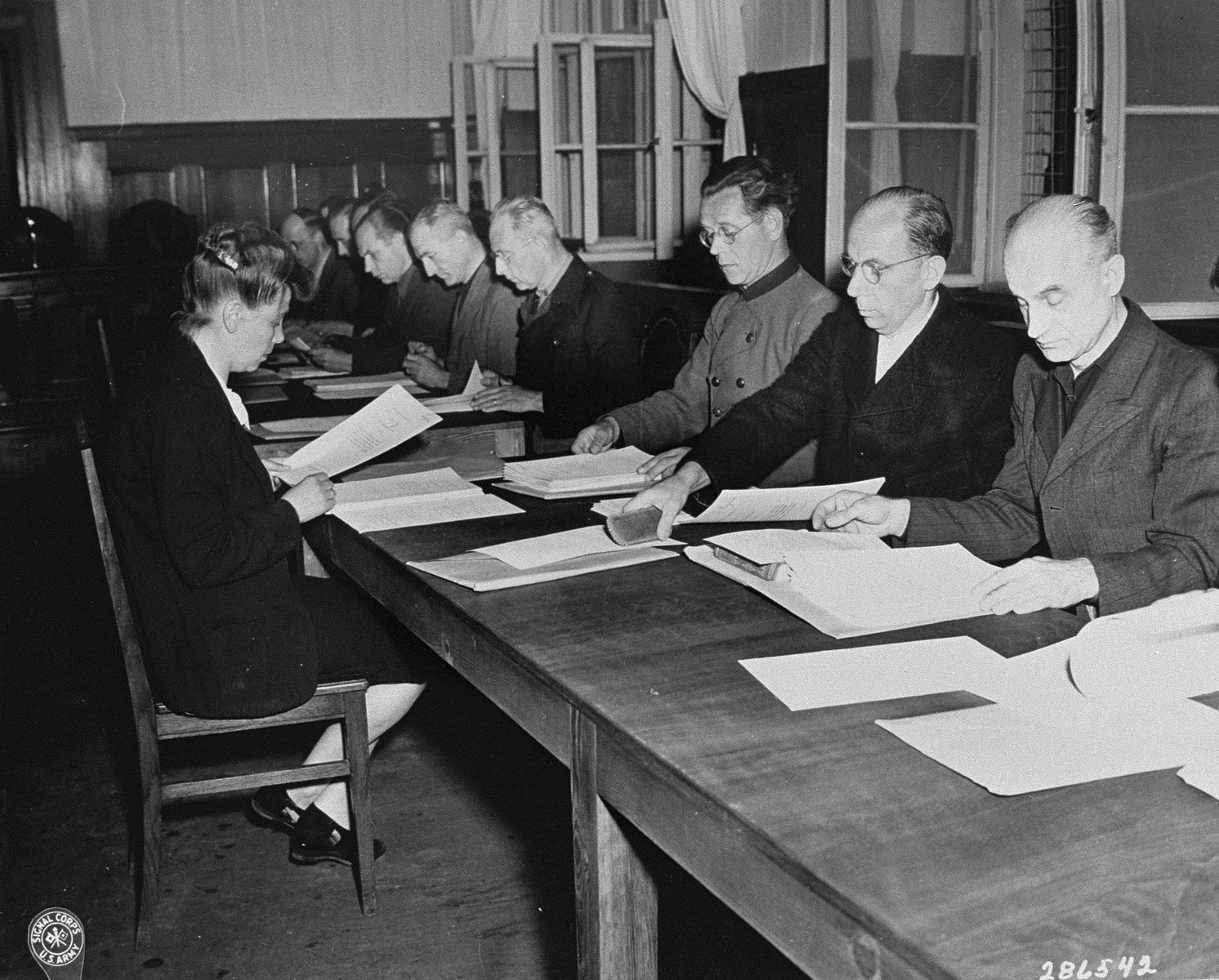
Beschuldigte lesen die Anklageschriften, 7. Juli 1947

Der Prozess Rasse- und Siedlungshauptamt der SS war der achte von insgesamt zwölf Nürnberger Nachfolgeprozessen gegen Verantwortliche des Deutschen Reichs zur Zeit des Nationalsozialismus.
Während der Begriff „Nürnberger Prozess“ in erster Linie für den Nürnberger Prozess gegen die Hauptkriegsverbrecher verwendet wird, sind auch die zwölf Folgeprozesse Teil der Nürnberger Prozesse, die im Nürnberger Justizpalast vor amerikanischen Militärgerichten gegen weitere 177 Personen geführt wurden. Der VIII. Prozess befasste sich mit den Verbrechen in den annektierten Gebieten und der Vertreibung ihrer Bevölkerung. Drei SS-Hauptämter, das Rasse- und Siedlungshauptamt (RuSHA), das Stabshauptamt des Reichskommissars für die Festigung deutschen Volkstums (RKF) und die Volksdeutsche Mittelstelle (VoMi) sowie der Lebensborn e. V. bzw. ihre Leiter wurden in diesem Prozess angeklagt. Das RuSHA war zur Zeit des Dritten Reiches für Rassenuntersuchungen und Ehegenehmigungen der SS sowie für Einbürgerung von Volksdeutschen und die Rassenselektion von sogenannten „eindeutschungsfähigen“ Menschen mit nicht-deutscher Staatsbürgerschaft zuständig.
Dieser Prozess gehört mit dem Prozess Wirtschafts- und Verwaltungshauptamt der SS und dem Einsatzgruppen-Prozess zur Gruppe der Nürnberger Rasse-Prozesse (ethnological cases). 
Wie alle zwölf Nachfolgeprozesse basierte dieser Prozess auf dem Kontrollratsgesetz Nr. 10 der Alliierten, in dem der Tatbestand der Verbrechen gegen die Menschlichkeit eigenständig definiert ist.

## Hintergrund
Nach seiner Rede zur „Neuordnung der ethnographischen Verhältnisse“ in Europa hatte Hitler am 7. Oktober 1939 Heinrich Himmler zum Reichskommissar für die Festigung deutschen Volkstums (RKF) ernannt. Dieser erweiterte in den Folgejahren seinen Auftrag in stetiger Abstimmung mit Hitler bis hin zu einem Plan zur Schaffung eines „großgermanischen Europas“ unter deutscher Führung. Die Anwendung der weltanschaulichen Prinzipien der „rassischen Homogenität“ und der „Gewinnung von Lebensraum“ erfolgten ohne Rücksicht auf die betroffenen Menschen. Die schrittweise volkstumspolitische Neuordnung Europas stützte sich dabei auf Zwangsmaßnahmen von rassenanthropologischen Untersuchungen an volksdeutschen und nichtdeutschen Zivilisten, Vertreibung, Enteignung, Zwangsumsiedlung, Zwangsarbeit, Kindeswegnahme, Zwangsabtreibungen und schließlich Massenmord.

## Die Anklage

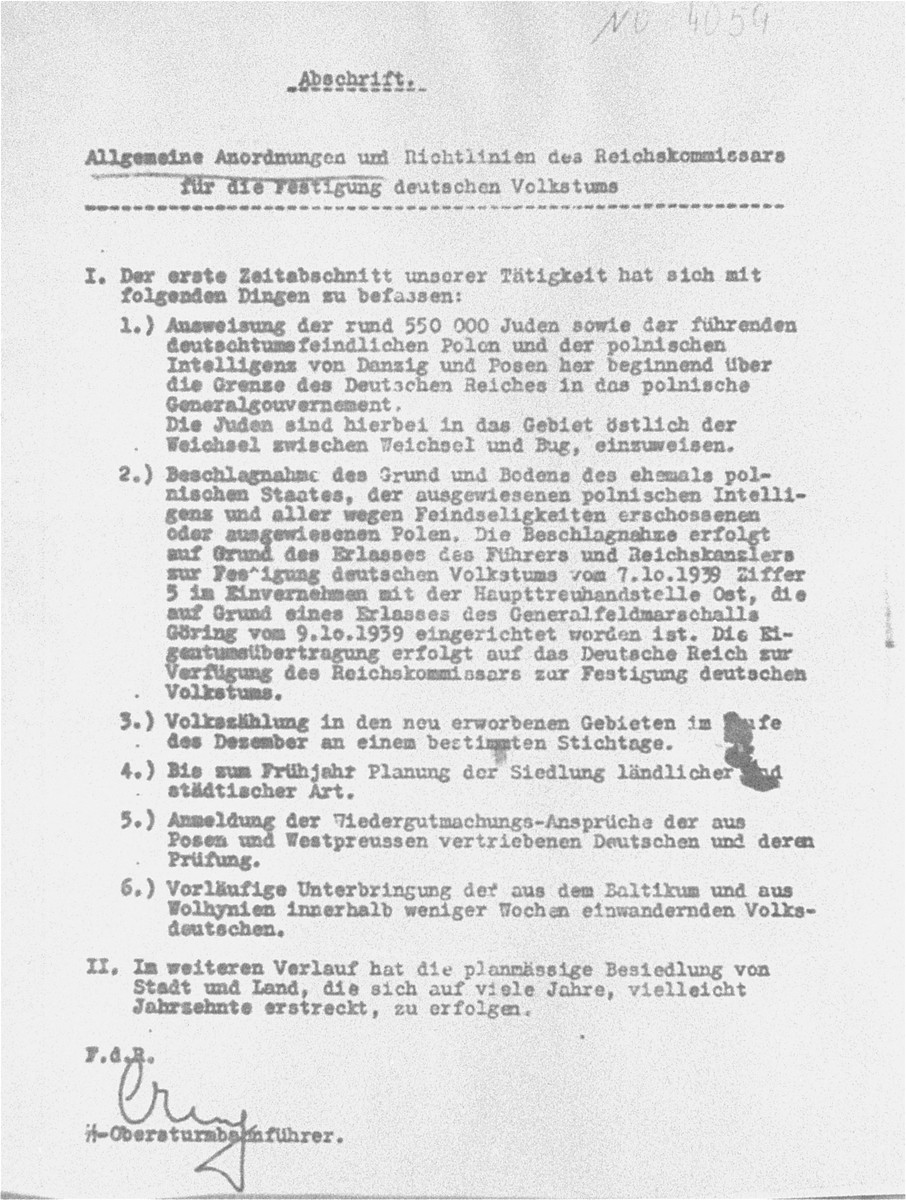
Ausweisungsanordnung gegen Juden des Angeklagten Creutz

Chefankläger war Brigadegeneral Telford Taylor und stellvertretender Chefankläger James M. McHaney.
Die Anklageschrift vom 1. Juli 1947 umfasste drei Anklagepunkte:
1. Verbrechen gegen die Menschlichkeit durch Teilnahme an einem systematischen Programm zum Völkermord zur Zerstörung ausländischer Nationen und ethnischer Gruppen sowie der Auslöschung und Unterdrückung nationaler Merkmale. Das umfasste Taten wie Verhinderung von Nachwuchs bei Angehörigen von Feindnationen, erzwungene Germanisierung, Zwangsarbeit und die Verfolgung und Vernichtung von Juden.
2. Kriegsverbrechen wie Plünderung, Mord, Deportation und Versklavung (Zwangsarbeit)
3. Mitgliedschaft in verbrecherischer Organisation: SS

Die Anklage bot 32 Zeugen auf und setzte hauptsächlich auf die Beweiskraft von Beutedokumenten aus den betroffenen SS-Hauptämtern.
Der ehemalige Höhere SS- und Polizeiführer Erich von dem Bach-Zelewski belastete als Zeuge der Anklage die Angeklagten aus RKF und RuSHA schwer, indem er ihnen die Verantwortung für die Planung und Durchführung von Rassenmusterungen, Vertreibungen, Umsiedlungen und Einweisungen in Konzentrationslagern zuschrieb.

## Die Richter
- Präsident: Lee B. Wyatt, Richter des Obersten Gerichts in Georgia
- Daniel T. O’Connell, Richter des Obersten Gerichts in Massachusetts
- Johnson T. Crawford, Richter des Distrikt-Gerichts in Oklahoma

## Verteidigung

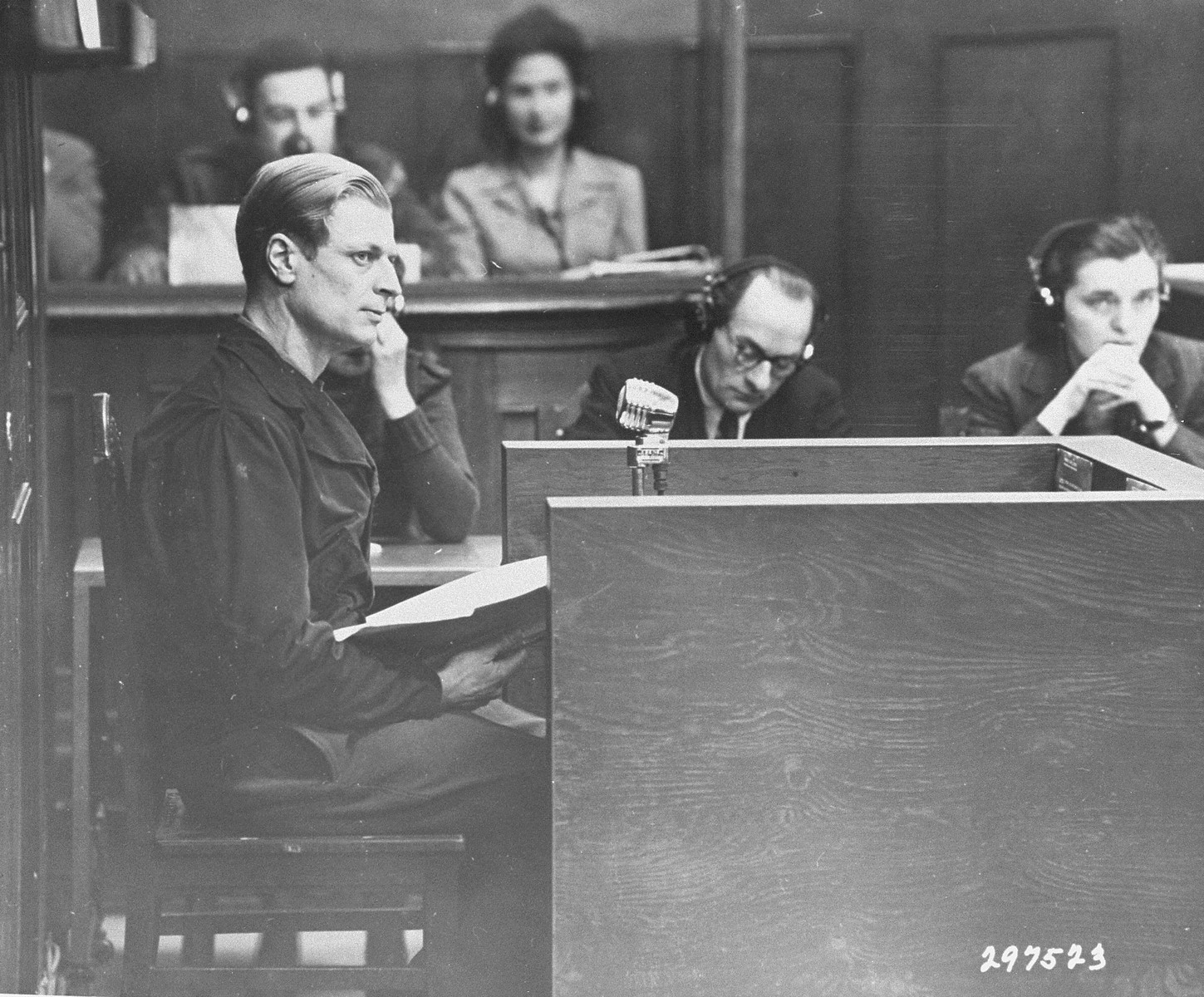
Zeuge der Verteidigung: Rassegutachter Hans-Hilmar Staudte, 29. Januar 1948

Die Verteidiger erklärten, die Raumplaner, Umsiedlungs- und Rasseexperten hätten zur Befriedung Europas nur „volkstumspolitische Probleme“ entflechten wollen. Wie allgemein in NS-Prozessen üblich leugneten die Angeklagten, die Ziele der nationalsozialistischen Politik gekannt zu haben. Gleichzeitig versuchten sie andere für die von den SS-Hauptämtern begangenen Untaten verantwortlich zu machen: Himmler, Heydrich, Kaltenbrunner aber auch ehemalige Kollegen, die mittlerweile verstorben oder unauffindbar waren. Sie selbst wären Befehlsempfänger gewesen. Der Generalplan Ost und die Vorarbeiten zum Generalsiedlungsplan wären theoretische Grundlagenforschung gewesen, wie Zeugen behaupteten. Die Zwangsgermanisierung wurde als eine „großzügige Entflechtung“ verfahrener volkstumspolitischer Probleme dargestellt, die eindeutschungsfähigen Familien die Segnungen der deutschen Sozialpolitik gebracht habe. Wo sie ihre Verantwortung etwa für die Ermordung rassisch unerwünschter Zwangsarbeiter nicht leugnen konnten, betonten sie, durch positive Rassegutachten viele Zwangsarbeiter gerettet zu haben. Das RuSHA wurde in einem Plädoyer zum Träger „positiver Aufgaben“ in Form eugenischer Maßnahmen im Gegensatz zum Reichssicherheitshauptamt als Instanz der negativen Bevölkerungspolitik stilisiert. Die „Absiedlungen“ rassisch unerwünschter Polen in den annektierten Gebieten wurde mit der Vertreibung der Deutschen aus Osteuropa verglichen. Die im Sippenamt geführte Judenmischlingskartei wäre nicht zur Verfolgung von Juden missbraucht worden, sondern hätte nur zur Beratung von SS-Bewerbern und für Auskünfte bei der Familienforschung gedient.
Den Angeklagten gelang es, die Verantwortung für das volkstumspolitische Programm der SS und die zugrunde liegende Ideologie abzuwälzen, obwohl die meisten Angeklagten wesentlich an dem Vertreibungs-, Vernichtungs- und Germanisierungskonzept mitgewirkt hatten.

## Die Verbrechen der Angeklagten
Das Germanisierungsprogramm der Nationalsozialisten verstand die „Eindeutschung“ der annektierten Gebiete als „Festigung deutschen Volkstums“, die administrativen Maßnahmen wurden unter dem Begriff der Volkstumspolitik zusammengefasst.
Am Beispiel der annektierten Teile Polens umfasste die Anklage auch:
- Vertreibung der Bevölkerung
- Enteignung privaten und öffentlichen Besitzes
- Zwangssterilisation zur Verhinderung von Geburten
- Zwangsabtreibung und Eheverbot
- Verschleppung von Kindern und deren Eingliederung in die eigene Nation
- Verschleppung von Zivilpersonen zur NS-Zwangsarbeit
- Ermordung der nationalen Funktionseliten

Die Richter verurteilten Ulrich Greifelt als Hauptverantwortlichen für die „Absiedlung“ von Menschen aus Slowenien, Elsass, Lothringen und Luxemburg in das Reich, die unter Androhung von KZ-Haft und Abschiebung aus dem Staatsgebiet erzwungen wurde. Den Angeklagten wurde die Beteiligung an Deportationen von Juden, Polen, Jugoslawen, Elsässern und Luxemburgern nachgewiesen, wobei sie die Aufgabe der rassischen Überprüfung erledigt hatten. Die Leiter des RuSHA, Otto Hofmann und Richard Hildebrandt, wurden außerdem in den Anklagepunkten der erzwungenen Schwangerschaftsabbrüche an Ostarbeiterinnen und der Verfolgung von sexuellen Beziehungen zwischen Zwangsarbeitern und Deutschen (sog. Rassenschande) schuldig gesprochen. Hildebrandt wurde außerdem wegen seiner Teilnahme am Euthanasie-Programm verurteilt.
Die Richter beurteilten die Lager der VoMi als Orte der Vermittlung von „Umgesiedelten“ und „Abgesiedelten“ zur Zwangsarbeit und zur Zwangsrekrutierung für Wehrmacht und Waffen-SS. Dass es sich dabei um verbrecherische Deportationen handelte, sahen sie durch einen Befehl Himmlers vom 21. September 1942 als bewiesen an. Diesem Befehl zufolge sollten alle Angehörige von Slowenen, die aus einem VoMi-Lager geflohen waren, in ein Konzentrationslager gebracht und ihnen die Kinder weggenommen werden. Alle Mitwisser der Flucht sollten zudem erhängt werden.
Dem Lebensborn e. V. wurde kein Verbrechen nachgewiesen. Inge Viermetz wurde freigesprochen, die angeklagten männlichen Mitarbeiter nur wegen ihrer Mitgliedschaft in der SS verurteilt.

## Die Urteile
| Bild | Name                               | Rang und Stellung | Verteidiger                | Assistent des Verteidigers | Anklagepunkte | Anklagepunkte | Anklagepunkte | Strafmaß                                                                   | sonstiges |
| Bild | Name                               | Rang und Stellung | Verteidiger                | Assistent des Verteidigers | 1             | 2             | 3             | Strafmaß                                                                   | sonstiges |
| ---- | ---------------------------------- | --- | -------------------------- | -------------------------- | ------------- | ------------- | ------------- | -------------------------------------------------------------------------- | --- |
|      | Ulrich Greifelt * 1896 † 1949      | SS-Obergruppenführer Leiter Dienststelle Reichskommissar für die Festigung deutschen Volkstums („Stabhauptamt des RKFDV“) | Carl Haensel               | Gisela von der Trenck      | s             | s             | s             | lebenslänglich in der Haft verstorben                                      | maßgeblich am „Generalplan Ost“ beteiligt |
|      | Rudolf Creutz * 1896 † 1980        | SS-Oberführer Leiter Amtsgruppe A im „Stabhauptamt des RKFDV“                                                             | Rudolf Merkel              | Alfred Brenner             | s             | s             | s             | 15 Jahre 1951 in 10 Jahre umgewandelt, 1954 entlassen                      | war für einen Teil des „Wiedereindeutschungsprogramms“ zuständig                                                                              |
|      | Konrad Meyer-Hetling * 1901 † 1973 | SS-Oberführer bis 1942 Leiter Planungsamt im „Stabhauptamt des RKFDV“ (Entwickler des „Generalplans Ost“)                 | Kurt Behling               | Karl Müller                | u             | u             | s             | 2 Jahre 10 Monate nach Urteil freigelassen                                 | ab 1942 Planungsbeauftragter beim Reichsministerium für Ernährung und Landwirtschaft                                                          |
|      | Otto Schwarzenberger * 1900 † 1980 | SS-Oberführer Leiter Amt V (Finanzverwaltung) Amtsgruppe B im „Stabhauptamt des RKFDV“                                    | Hans Gawlik                | Gerhard Klinnert           | u             | u             | s             | 2 Jahre 10 Monate nach Urteil freigelassen                                 | |
|      | Herbert Hübner * 1902 † 1982       | SS-Standartenführer bis 1942 Leiter Dienststelle „Stabhauptamt des RKFDV“ in Posen                                        | Ernst Durchholz            | Hermann Müller             | s             | s             | s             | 15 Jahre 1951 entlassen                                                    | ab 1942 Führer im Rasse- und Siedlungshauptamt (RuSHA) Wartheland (Polen)                                                                     |
|      | Werner Lorenz * 1891 † 1974        | SS-Obergruppenführer Leiter Volksdeutsche Mittelstelle (VOMI), ab 1939 SS-Hauptamt im „Stabhauptamt des RKFDV“            | Ernst Hesse                | Werner Schubert            | s             | s             | s             | 20 Jahre 1951 in 15 Jahre umgewandelt; 1955 entlassen                      | verantwortlich für Umsiedlung und „Heimführung“ deutschstämmiger Ausländer, deutscher Minderheiten sowie „Eindeutschung“ ausländischer Kinder |
|      | Heinz Brückner * 1900 † 1968       | SS-Sturmbannführer in der Volksdeutschen Mittelstelle (VoMi) Amt VI (Sicherung Deutschen Volkstums im Reich)              | Karl Dötzer                | Gerda Dötzer               | s             | s             | s             | 15 Jahre 1951 entlassen                                                    | |
|      | Otto Hofmann * 1896 † 1982         | SS-Obergruppenführer bis 1943 Leiter Rasse- und Siedlungshauptamt (RuSHA)                                                 | Otfried Schwarz            | Ewald Zapf                 | s             | s             | s             | 25 Jahre 1951 in 15 Jahre umgewandelt, 1954 entlassen                      | ab 1943 Führer des SS-Oberabschnitts Südwest, nahm 1942 an der Wannseekonferenz teil.                                                         |
|      | Richard Hildebrandt * 1897 † 1951  | SS-Obergruppenführer Chef des Rasse- und Siedlungshauptamts der SS (RuSHA)                                                | Georg Fröschmann           | Karl Pracht                | s             | s             | s             | 25 Jahre an Polen ausgeliefert 1949 zum Tode verurteilt, 1951 hingerichtet | von 1942 bis 1943 Mitglied des Volksgerichtshofes                                                                                             |
|      | Fritz Schwalm * 1910 † 1985        | SS-Obersturmbannführer Leiter RuSHA-Außenstelle in Litzmannstadt                                                          | Willi Heim                 | Wilhelm Maas               | s             | s             | s             | 10 Jahre 1951 entlassen                                                    | SS-Sonderführer „Kampfgruppe Jeckeln“ / Judenmassaker in Lettland                                                                             |
|      | Max Sollmann * 1904 † 1978         | SS-Standartenführer geschäftsführender Leiter Lebensborn e. V.                                                            | Paul Ratz                  | Heinrich Rentsch           | u             | u             | s             | 2 Jahre 8 Monate nach Urteil freigelassen                                  | gehörte ab 1942 als Amtsleiter der Abteilung L dem persönlichen Stab Himmlers an                                                              |
|      | Gregor Ebner * 1892 † 1974         | SS-Oberführer ärztlicher Leiter Lebensborn e. V.                                                                          | Herbert Thiele-Fredersdorf | -                          | u             | u             | s             | 2 Jahre 8 Monate nach Urteil freigelassen                                  | ab 1938 Vorsitzender am Disziplinargerichtshof des NS-Ärztebundes                                                                             |
|      | Günther Tesch * 1907 † 1989        | SS-Sturmbannführer Stellvertreter Max Sollmanns                                                                           | Wilhelm Schmidt            | Ernst Braune               | u             | u             | s             | 2 Jahre 10 Monate nach Urteil freigelassen                                 | u. a. für die Namensänderung von „eindeutschungsfähigen“ polnischen Kindern zuständig                                                         |
|      | Inge Viermetz * 1908 † 1997        | weibliche SS-Gefolgschaft Abteilungsleiterin und Sonderbeauftragte Lebensborn e. V.                                       | Hermann Orth               | Ludwig Altstötter          | u             | u             | -             | Freispruch                                                                 | Aufgrund finanzieller Unregelmäßigkeiten im Dezember 1943 fristlos entlassen                                                                  |

s – schuldig;  u – unschuldig im Sinne der Anklage

## Geschichtswissenschaft
Der Prozess erbrachte eine Fülle historischer Erkenntnisse über Intention und Durchführung der NS-Volkstumspolitik. Die Verantwortung Hitlers und Himmlers wurde zugunsten der Angeklagten und ihrer SS-Ämter fälschlich überbetont und die Umsiedlungsplanungen aus dem Umfeld des Generalplans Ost fälschlich als Theoriekonstrukte und der SS-Verein Lebensborn als rein karitative Organisation angesehen. Die Verantwortung des Wannseekonferenz-Teilnehmers Otto Hofmann für die Planung und Durchführung des Holocaust wurde im Prozess wahrscheinlich aus zeit- und verfahrensbedingten Gründen nicht ansatzweise gewürdigt. Die Geschichtswissenschaft benötigte nahezu 50 Jahre, um den von der Anklage erarbeiteten Kenntnisstand angemessen zu würdigen, zu erweitern und zu kontrastieren.

## Film
- Blutiger Boden, deutscher Raum. Die Siedlungspläne der SS, Dokumentarfilm, 52 min, ORF/3sat/Hengster Filmproduktion 2024, Buch und Regie: Andreas Kurz.